# Liu Jun (pintor)

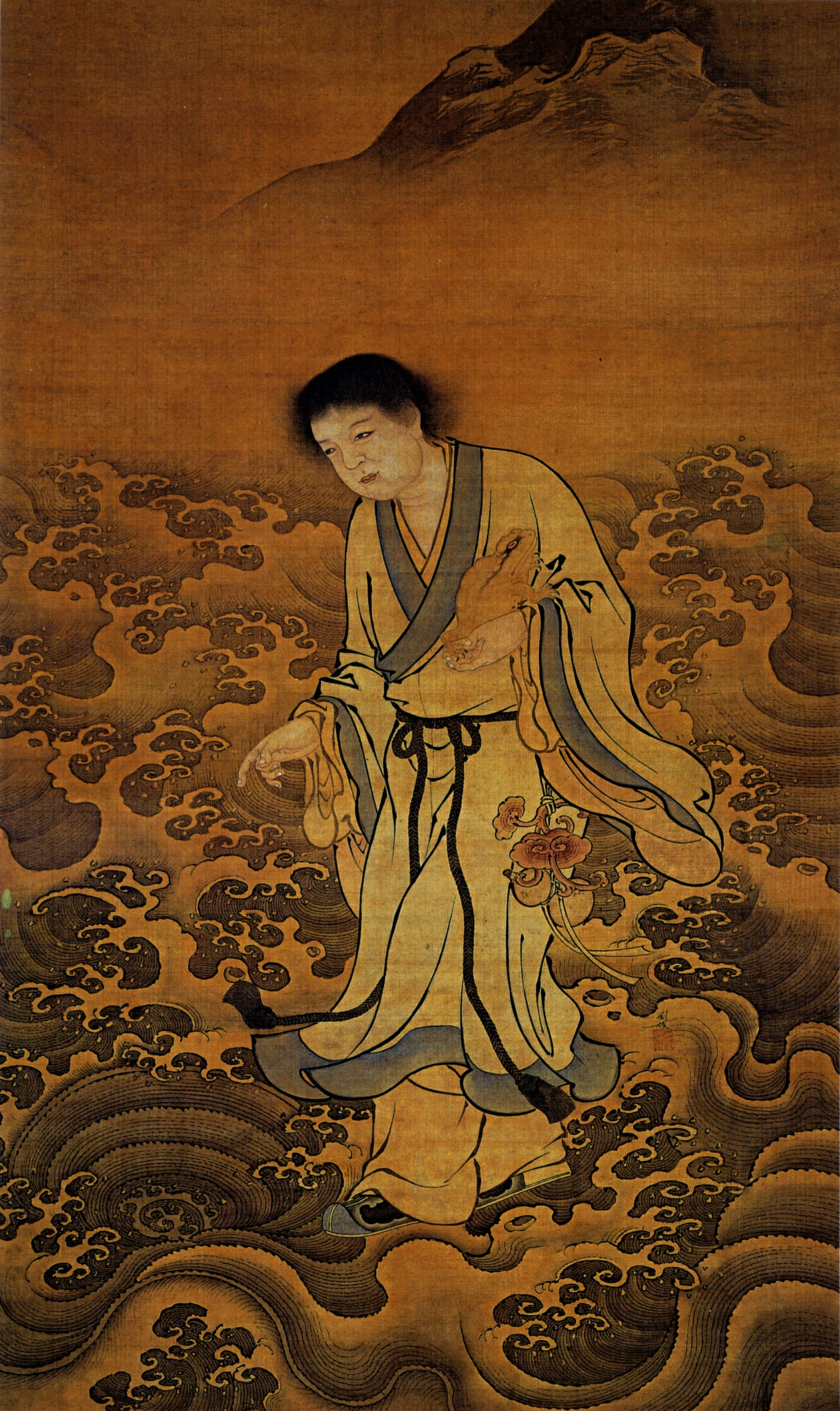
Liu Jun, Liu Hai and Chan Chu, Shijiazhuang Culture Museum

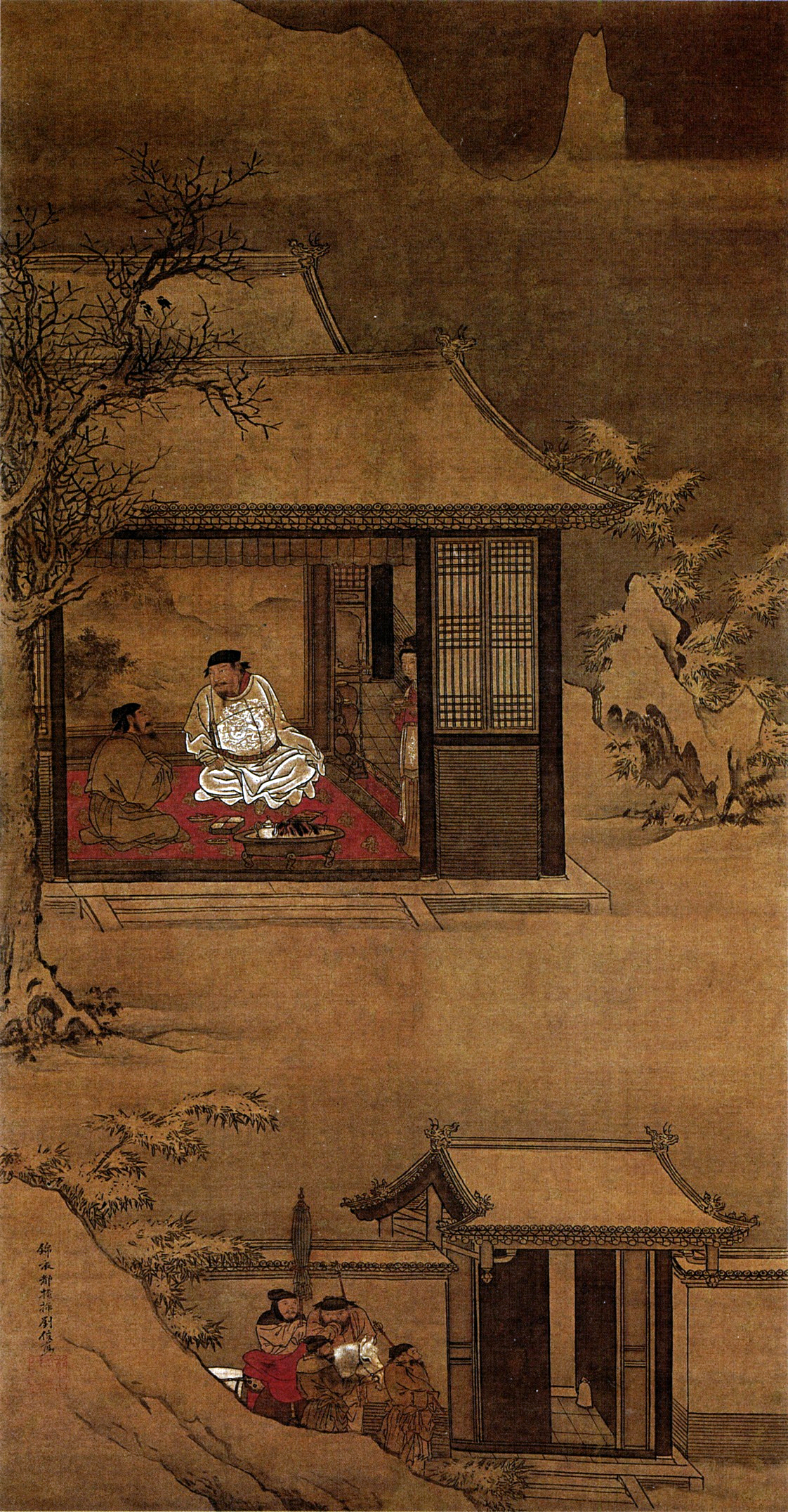
Aquest pintura fa referència a la visita de l'emperador Taizu de Song al seu ministrer Zhao Pu, Es troba al Museu del Palau (Pequín)

En els noms xinesos el cognom va davant (en aquest cas Liu).
Advertiment: Liu Jun és el nom d'un príncep xinès, de dos emperadors, d'un polític de la dinastia Song, de dos esportistes i el d'un pintor contemporani.
Liu Jun (xinès simplificat: 刘俊; xinès tradicional: 劉俊; pinyin: Liú Jùn) fou un pintor paisatgista durant la dinastia Ming. Les dates exactes del seu naixement i de la seva mort no es coneixen. A més de paisatges pintava també personatges. Una de les seves obres està dedicada a Liu Hai un immortal taoïsta conegut en el folklore xinès com el “Gripau de Mar”.